# WCT Finals 1987
Il WCT Finals 1987 è stato un torneo di tennis giocato sul sintetico indoor. È stata la 17ª edizione del torneo, che fa parte del Nabisco Grand Prix 1987. Il torneo si è giocato al Reunion Arena di Dallas negli Stati Uniti dal 7 al 13 aprile 1987.

## Campioni

### Singolare maschile
Miloslav Mečíř ha battuto in finale  John McEnroe con il punteggio di 6–0, 3–6, 6–2, 6–2